# Nandamuri Balakrishna
Nandamuri Balakrishna (Madrás, 10 de junio de 1960) es un actor de cine y político indio, que trabaja sobre todo en el cine telugu.
Es el sexto hijo del galán telugu y ex primer ministro del estado de Andhra Pradesh N. T. Rama Rao.
Balakrishna entró en la industria del cine a la edad de 14 años, en la película Tatamma Kala.
A mediados de los años ochenta, se graduó en la escuela de actuación, y pronto se convirtió en uno de los actores del cine telugu más buscados. En toda su carrera cinematográfica, que abarca 51 años, ha actuado en 98 películas (a 2013), en una variedad de roles.
Ha ganado dos premios Andhra Pradesh State Nandi Awards y un premio Filmfare. Fue el invitado de honor en la 43.º Festival Internacional de Cine de la India.
Está activamente involucrado en la política y es un miembro del Partido Telugu Desam (TDP), fundada por su padre. También es presidente del consejo del hospital oncológico de su padre, el Basavatarakam Indo-American Cancer Hospital & Research Institute (instituto de investigación y hospital indoestadounidense Basavatarakam del cáncer’), con sede en Hyderabad.

## Filmografía[1]
- 1974: Tatamma Kala
- 1974: Ram Raheem
- 1975: Annadammula Anubhandam
- 1975: Vemulawada Bheemakavi
- 1977: Daana Veera Soora Karna
- 1979: Akbar Salim Anarkali
- 1979: Sri Madvirata Parvam
- 1979: Sri Tirupati Venkateswara Kalyanam
- 1980: Rowdy Ramudu – Konte Krishnudu
- 1982: Anuraga Devatha
- 1983: Simham Navvindi
- 1984: Sahasame Jeevitham
- 1984: Disco King
- 1984: Janani Janmabhoomi
- 1984: Mangammagari Manavadu
- 1984: Palnati Puli
- 1984: Shrimad Virat Veerabrahmendra Swami Charitra
- 1984: Kathanayakudu
- 1985: Atmabhalam
- 1985: Babai – Abbai
- 1985: Bharyabhartala Bhandam
- 1985: Bhale Tammudu
- 1985: Kattula Kondaiah
- 1985: Pattabhishekam
- 1986: Nippulanti Manishi
- 1986: Muddula Krishnnayya
- 1986: Seetarama Kalyalam
- 1986: Anasuyammagari Alludu
- 1986: Desoddarakudu
- 1986: Kaliyuga Krishnudu
- 1986: Apurva Sahodarudu
- 1987: Bhargava Ramudu
- 1987: Ramu
- 1987: Allari Krishnaiah
- 1987: Sahasa Samrat
- 1987: Presidentugari Abbai
- 1987: Muvva Gopaludu
- 1987: Bhanumatgari Mogudu
- 1988: Inspector Pratap
- 1988: Donga Ramudu
- 1988: Tiragabadda Telugubidda
- 1988: Bharatamlo Bala Chandrudu
- 1988: Ramudu Bheemudu
- 1988: Raktabhishekam
- 1989: Bhale Donga
- 1989: Muddula Mavayya
- 1989: Ashoka Chakravarthy
- 1989: Bala Gopaludu
- 1990: Prananiki Pranam
- 1990: Nari Nari Naduma Murari
- 1990: Muddula Menalludu
- 1990: Lorry Driver
- 1991: Talli Tandrulu
- 1991: Bhahmarshi Vishwamitra
- 1991: Aditya 369
- 1992: Dharma Kshetram
- 1992: Rowdy Inspector
- 1992: Aswamedham
- 1993: Nippu Ravva
- 1993: Bangaru Bullodu
- 1994: Bhairava Dweepam
- 1994: Gandeevam
- 1994: Bobbili Simham
- 1994: Top Hero
- 1995: Maatho Pettukoku
- 1996: 'Vamsanikokkadu
- 1996: Sri Krishnarjuna Vijayam
- 1997: Peddannayya
- 1997: Muddula Mogudu
- 1997: Devudu
- 1998: Yuvaratna Rana
- 1998: Pavitra Prema
- 1999: Samarasimha Reddy
- 1999: Sultan
- 1999: Krishna Babu
- 2000: Vamsoddarakudu
- 2000: Goppinti Alludu
- 2001: Narasimha Naidu
- 2001: Bhalevadivi Basu
- 2002: Seema Simham
- 2002: Chennakeshava Reddy
- 2002: Palnati Bramhanaidu
- 2004: Lakshmi Narasimha
- 2004: Vijayendra Varma
- 2005: Allari Pidugu
- 2005: Veerabhadra
- 2007: Maharadhi
- 2008: Okka Magaadu
- 2008: Pandurangadu
- 2009: Mitrudu
- 2009: Simha
- 2011: Parama Veera Chakra
- 2011: Sri Rama Rajyam
- 2012: Adhinayakudu
- 2012: Legend
- 2015: Aditya 999
- 2015: Lion, Godsey/Bose
- 2016: Dictator, Chandrasekhar Dharma
- 2016: Gautamiputra Satakarni
- 2016: Raithu
- 2017: Aditya 999